# Buck I St Pat
Buck I St Pat, född 23 april 2003, är en amerikansk varmblodig travhäst. Hon tränades under större delen av karriären av Ron Burke och kördes då oftast av Tim Tetrick. Tidigt i karriären kördes hon bland annat av Bob Harper eller Dave Palone.

## Karriär
Buck I St Pat tävlade mellan 2005 och 2011 och sprang in 2 347 565 dollar på 106 starter, varav 51 segrar, 17 andraplatser och 11 tredjeplatser.
Buck I St Pat började tävla som tvååring i juni 2005 och segrade i 6 av 8 starter under sin debutsäsong. Inför treåringssäsongen 2006 flyttades hon till Michael Burkes träning, och segrade i 10 av 20 starter.
Som fyraåring 2007 segrade hon bland annat i Classic Oaks på Mohawk Racetrack. Segern var värd 132 675 dollar, och under fyraåringssäsongen sprang hon in totalt 338 640 dollar. Som femåring 2008 fick hon en ny ordinarie kusk i Tim Tetrick, och segrade under säsongen i Maxie Lee Memorial på Chester Downs på nytt världsrekord för ston på tusenmetersbana, på tiden 1:52.2 (1.09,9). Under året hade hon även blivit inbjuden till 2008 års upplaga av Elitloppet på Solvalla, något som skulle bli hennes första start utanför Nordamerika, men tvingades tacka nej på grund av en skada. Under 2008 segrade hon i The Peretti Matchmaker på Meadowlands, en seger som tog henne över en miljon dollar i insprungna pengar.

### Sverigebesök
Buck I St Pat blev även inbjuden till 2009 års upplaga av Elitloppet, och tackade då ja. I loppet kördes han av sin ordinarie kusk Tim Tetrick, och ekipaget startade som favoritspelade från spår 1. Buck I St Pat galopperade i sitt kvalheat och gick därmed inte vidare till finalheatet samma dag. Under 2009 tog hon sin första seger i Breeders Crown Open Mare Trot, ett lopp som hon även skulle vinna året efter.

### Slutet på karriären
I oktober 2011 meddelades det att Buck I St Pat slutar att tävla, för att istället vara verksam som avelssto.

## Stamtavla
| Efter Jailhouse Jesse 1997   | Donerail 1992          | Valley Victory | Baltic Speed    |
| Efter Jailhouse Jesse 1997   | Donerail 1992          | Valley Victory | Valley Victoria |
| Efter Jailhouse Jesse 1997   | Donerail 1992          | Bedell         | Speedy Crown    |
| Efter Jailhouse Jesse 1997   | Donerail 1992          | Bedell         | So Blessed      |
| Efter Jailhouse Jesse 1997   | Jailhouse Rock 1991    | Balanced Image | Noble Gesture   |
| Efter Jailhouse Jesse 1997   | Jailhouse Rock 1991    | Balanced Image | Well Molded     |
| Efter Jailhouse Jesse 1997   | Jailhouse Rock 1991    | Jailbird Sal   | Bonefish        |
| Efter Jailhouse Jesse 1997   | Jailhouse Rock 1991    | Jailbird Sal   | Odontos Demon   |
| Undan Name It Something 1991 | Speed In Action 1974   | Speedy Scot    | Speedster       |
| Undan Name It Something 1991 | Speed In Action 1974   | Speedy Scot    | Scotch Love     |
| Undan Name It Something 1991 | Speed In Action 1974   | Dolly Mir      | Star's Pride    |
| Undan Name It Something 1991 | Speed In Action 1974   | Dolly Mir      | Caprice         |
| Undan Name It Something 1991 | I'm An Early Bird 1980 | Yellow Knife   | Speedy Scot     |
| Undan Name It Something 1991 | I'm An Early Bird 1980 | Yellow Knife   | Hickory Royal   |
| Undan Name It Something 1991 | I'm An Early Bird 1980 | April's Dish   | Ideal Rodney    |
| Undan Name It Something 1991 | I'm An Early Bird 1980 | April's Dish   | Edgewood Karen  |